# Slovenere
Slovenere (slovensk: Slovenci), eller Sloveniere, slavisk folk på Balkanhalvøen i de historiske slovenske lande, der er omgivet af tysktalende østrigere i nord, italiensk- og friulansk-talende naboer vestpå, en ungarsk-talende befolkning i nordøst og slaviske kroatisk-talende naboer i syd og sydøst. De fleste slovenere taler slovensk, et sydslavisk sprog med mange ligheder med vestslaviske sprog. Slovenerne bor hovedsageligt i Slovenien, men er også en indfødt minoritet i Østrig, Ungarn, Kroatien og Italien. De største grupperinger af udvandrede slovenere befinder sig i andre europæiske lande, samt i USA, Canada, Argentina og Australien.

## Fodnoter
1. 1 2 3  Zupančič, Jernej (august 2004). "Ethnic Structure of Slovenia and Slovenes in Neighbouring Countries" (PDF). Slovenia: a geographical overview. Association of the Geographic Societies of Slovenia. Hentet 10. april 2008.
2. ↑  "Statistini urad RS - Popis 2002". Hentet 18. marts 2015.
3. ↑  "American Community Survey". 2012. Arkiveret fra originalen 12. februar 2020. Hentet 4. januar 2016.
4. ↑  Angela Brittingham; G. Patrizia de la Cruz (juni 2006). "Ancestry: 2000 (Census 2000 Brief)". United States Census 2000. U.S. Census Bureau. Arkiveret fra originalen (PDF) 4. december 2004. Hentet 1. juni 2008.
5. ↑  "Slovenska skupnost v ZDA". Hentet 13. oktober 2013.
6. 1 2  Zupančič, Jernej (forfatter), Orožen Adamič, Milan (fotograf), Filipič, Hanzi (fotograf): Slovenci po svetu. In publication: Nacionalni atlas Slovenije (Kartografsko gradivo) / Inštitut za geografijo, Geografski inštitut Antona Melika. Ljubljana: Rokus, 2001.COBISS 18593837(slovensk)
7. 1 2 3 4 5 6 7 8 9 10  Trebše-Štolfa, Milica, ed., Klemenčič, Matjaž, resp. ed.: Slovensko izseljenstvo: zbornik ob 50-letnici Slovenske izseljenske matice. Ljubljana: Združenje Slovenska izseljenska matica, 2001.COBISS 115722752
8. ↑  "2011 National Household Survey: Data tables". Statistics Canada. Hentet 4. januar 2015.
9. ↑  "Tabelle 5: Bevölkerung nach Umgangssprache und Staatsangehörigkeit" (PDF). Volkszählung 2001: Hauptergebnisse I – Österreich (tysk). Statistik Austria. 2002. Hentet 2. juni 2008.
10. ↑  Présentation de la Slovénie
11. ↑  Ministère des Affaires étrangères et du Développement international. "Page d'erreur 404". France Diplomatie :: Ministère des Affaires étrangères et du Développement international. Arkiveret fra originalen 26. oktober 2014. Hentet 18. marts 2015.
12. ↑  Lucija Horvat (6. februar 2008). "Zavest o slovenskih koreninah". Spletna Demokracija (slovensk). Hentet 10. april 2008.
13. ↑  "Population by ethnicity – detailed classification, 2011 Census". Republic of Croatia: Census 2011. Croatian Bureau of Statistics. Arkiveret fra originalen 9. maj 2020. Hentet 30. november 2015.
14. ↑  "Population by ethnicity". Republic Statistical Office of Serbia. Arkiveret fra originalen 29. marts 2020. Hentet 24. februar 2013.
15. ↑  "Population by mother tongue and main age groups, 1910–1941, 1970–2001". Population Census 2001. Hungarian Central Statistical Office. 2004. Arkiveret fra originalen 27. september 2007. Hentet 1. juni 2008.
16. ↑  "Bericht 2006" (PDF). Hentet 18. marts 2015.
17. ↑  "Numbers in 1991" (PDF). Arkiveret fra originalen (PDF) 3. marts 2016. Hentet 9. august 2016.
18. ↑  "Etnische groepen uit Bosnië & Herzegovina, Kroatië, Macedonië, Servië & Montenegro en Slovenië in Nederland" (PDF) (nederlandsk). Arkiveret fra originalen (PDF) 2005-06-07.
19. ↑  "Arkiveret kopi". Arkiveret fra originalen 1. juli 2007. Hentet 25. april 2021.
20. ↑  Montenegrin 2003 census - (Webside ikke længere tilgængelig)
21. ↑  "Table 5 Persons with immigrant background by immigration category, country background and sex. 1 January 2009". Hentet 18. marts 2015.
22. ↑  Ludność. Stan i struktura demograficzno=społeczna. Skabelon:Retrieved
23. ↑  "Persons usually resident and present in the State on Census Night, classified by nationality and age group". Central Statistics Office. Hentet 28. juni 2012.
24. ↑   http://www.ethnologue.com/show_family.asp?subid=373-16. {{cite web}}: Manglende eller tom |title= (hjælp)

| Folkeslag | Spire Denne artikel om folkeslag eller etnografi er en spire som bør udbygges. Du er velkommen til at hjælpe Wikipedia ved at udvide den. |